# 크리스 리 (가수)
|           |                       |
| 기본 정보 | 기본 정보             |
| --------- | --------------------- |
| 본명      | Chris Lee             |
| 출생      | 1983년 10월 13일 미국 |
| 직업      | 가수                  |
| 장르      | 발라드                |
| 활동 시기 | 2012년 ~ 현재         |
| 관련 활동 | 5tion                 |
| 웹사이트  | www.5tion-jp.com      |

크리스 리(본명: Chris Lee, 크리스  1983년 10월 13일 ~ )은 음악 그룹 5tion 에 속해 있는 가수이다. 현재 소속사는 IV Entertainment이다. 2012년에 음악 그룹 오션의 일원으로 데뷔하였으며 현재까지 활동중이다.

## 대표작
- 2008년 손호영 <바래요> 작곡, 편곡
- 2008년 손호영 <Beautiful Day> 작곡, 편곡
- 2009년 앤디 <To My Love> 작사, 작곡, 편곡
- 2009년 앤디 <It’s Ok, 힘을내> 작사, 작곡, 편곡